# Patrícia Barros
Patrícia Barros (Itabira, Minas Gerais, 12 de junio de 1981) es una actriz y modelo brasileña.

## Carrera
Nacida en Itabira, Minas Gerais, Patrícia estudió Arte y Diseño de Moda. Ha protagonizado campañas publicitarias en todo el mundo con marcas como Christian Dior Cosmetics, Guess, La Redoute, Yves Rocher y Jequiti. En el año 2015 cursó el CPT - Centro de Investigación Teatral coordinado por el escenógrafo Antunes Filho. Como actriz debutó en los escenarios en el papel de Virginia Woolf, en una adaptación de la obra Ensayo sobre la locura. Protagonizó la novela Corações Feridos en el canal SBT, en el papel de Amanda Almeida Varela. También actuó en la novela Malhação.

## Filmografía

### Televisión
- 2008 -	Malhação
- 2011 -	Morando Sozinho
- 2012 -	Corações Feridos
- 2016 -	Totalmente Demais
- 2017 -	Natureza Morta

### Teatro
- 2006 -	Ensaio sobre a Loucura
- 2009 -	Exercício Nº2: Formas Breves
- 2013 -	Covil da Beleza
- 2016 -	A Lenda do Vale da Lua
- 2016 -	Princípios
- 2017 -	Acho que Vai Chover
- 2018 -	O Gosto da Própria Carne

### Cine
- 2007 -	Nati Morto
- 2009 -	O Ouro das 7 Cruzes